# Deutsche Freie-Partie-Meisterschaft 1996/97
Die Deutsche Freie-Partie-Meisterschaft 1996/97 ist eine Billard-Turnierserie und fand vom 13. bis zum 15. September 1996 in Wuppertal-Barmen zum 29. Mal statt.

## Geschichte
Wieder einmal klar überlegen gewann Thomas Nockemann den DM-Titel in der Freien Partie. In keiner Partie des Turniers kam er in echte Bedrängnis.  Die meisten Punkte erzielte der Zweite Dirk Peßarra mit 144 Punkten im Finale gegen ihn. Dritter wurde Carsten Lässig, der nach vier DDR-Meisterschaften in der Freien Partie, die erste Medaille in der Bundesrepublik gewann.

## Modus
Gespielt wurde das komplette Turnier bis 300 Punkte.
Die Endplatzierung ergab sich aus folgenden Kriterien:
1. Matchpunkte
2. Generaldurchschnitt (GD)
3. Höchstserie (HS)

## Turnierverlauf

### Gruppenphase
| MP    | Match Points (Sieger = 2; Unentschieden = 1; Verlierer = 0) |
| Pkte. | Erzielte Karambolagen                                       |
| Aufn. | Benötigte Versuche                                          |
| GD    | Generaldurchschnitt                                         |
| BED   | Bester Einzeldurchschnitt eines Spielers                    |
| HS    | Höchstserie                                                 |
|       | Bester GD des Turniers                                      |
|       | Bester ED des Turniers                                      |
|       | Beste HS des Turniers                                       |
|       | 1. Platz (Gold)                                             |
|       | 2. Platz (Silber)                                           |
|       | 3. Platz (Bronze)                                           |

| Platz                      | Name                           | MP  | Pkte. | Aufn. | GD     | BED    | HS  |
| -------------------------- | ------------------------------ | --- | ----- | ----- | ------ | ------ | --- |
| 1                          | Thomas Nockemann (Bochum)      | 6:0 | 900   | 7     | 128,57 | 300,00 | 300 |
| 2                          | Arnd Riedel (Berlin)           | 4:2 | 600   | 20    | 30,00  | 50,00  | 187 |
| 3                          | Klaus-Peter Gay (Duisburg)     | 2:4 | 359   | 26    | 13,80  | 17,64  | 108 |
| 4                          | Frank Dietrich (Sondershausen) | 0:6 | 312   | 33    | 9,45   | –      | 94  |
| Gruppendurchschnitt: 25,24 |                                |     |       |       |        |        |     |

| Platz                      | Name                      | MP  | Pkte. | Aufn. | GD    | BED   | HS  |
| -------------------------- | ------------------------- | --- | ----- | ----- | ----- | ----- | --- |
| 1                          | Thorsten Ide (Herne)      | 6:0 | 900   | 60    | 15,00 | 50,00 | 238 |
| 2                          | Udo Mielke (Krefeld)      | 4:2 | 743   | 33    | 22,51 | 42,85 | 182 |
| 3                          | Bernhard Lotz (Frankfurt) | 2:4 | 779   | 69    | 11,28 | 50,00 | 144 |
| 4                          | Michael Heid (Frankfurt)  | 0:6 | 466   | 24    | 19,41 | –     | 114 |
| Gruppendurchschnitt: 15,52 |                           |     |       |       |       |       |     |

| Platz                      | Name                      | MP  | Pkte. | Aufn. | GD    | BED    | HS  |
| -------------------------- | ------------------------- | --- | ----- | ----- | ----- | ------ | --- |
| 1                          | Dirk Peßarra (Bochum)     | 6:0 | 900   | 17    | 52,94 | 75,00  | 276 |
| 2                          | Carsten Lässig (Coesfeld) | 4:2 | 735   | 15    | 49,00 | 100,00 | 294 |
| 3                          | Jens Eggers (Marl)        | 2:4 | 382   | 17    | 22,47 | 37,50  | 142 |
| 4                          | Torsten Rütten (Duisburg) | 0:6 | 261   | 17    | 15,35 | –      | 138 |
| Gruppendurchschnitt: 34,51 |                           |     |       |       |       |        |     |

### Finalrunde
| Halbfinale       |     |     |   |        |        |     |
| Thomas Nockemann | 2:0 | 300 | 3 | 100,00 | 100,00 | 240 |
| Carsten Lässig   | 0:2 | 99  | 3 | 33,00  | –      | 99  |
| Dirk Peßarra     | 2:0 | 300 | 1 | 300,00 | 300,00 | 300 |
| Thorsten Ide     | 0:2 | 0   | 1 | 0,00   | –      | 0   |
| Spiel um Platz 3 |     |     |   |        |        |     |
| Carsten Lässig   | 2:0 | 300 | 3 | 100,00 | 100,00 | 174 |
| Thorsten Ide     | 0:2 | 1   | 3 | 0,33   | –      | 1   |
| Finale           |     |     |   |        |        |     |
| Thomas Nockemann | 2:0 | 300 | 5 | 60,00  | 60,00  | 297 |
| Dirk Peßarra     | 0:2 | 144 | 5 | 28,80  | –      | 96  |

### Abschlusstabelle
| MP    | Match Punkte (Sieger = 2; Unentschieden = 1; Verlierer = 0) |
| SV    | Satzverhältnis (nur bei Turnieren im Satzsystem)            |
| Pkte. | Erzielte Karambolagen                                       |
| Aufn. | benötigte Aufnahmen                                         |
| GD    | Generaldurchschnitt                                         |
| MGD   | Mannschafts-Generaldurchschnitt                             |
| BED   | Bester Einzeldurchschnitt eines Spielers                    |
| BEMD  | Bester Einzeldurchschnitt einer Mannschaft                  |
| BSD   | Bester Satzdurchschnitt eines Spielers                      |
| HS    | Höchstserie                                                 |
| WRP   | Weltranglistenpunkte                                        |

| Klassement                 | Klassement                     | Klassement | Klassement | Klassement | Klassement | Klassement | Klassement | Klassement | Klassement |
| Platz                      | Name                           | MP         | Pkte.      | Aufn.      | GD         | BED        | HS         |            |            |
| -------------------------- | ------------------------------ | ---------- | ---------- | ---------- | ---------- | ---------- | ---------- | ---------- | ---------- |
| 1                          | Thomas Nockemann (Bochum)      | 10:0       | 1500       | 15         | 100,00     | 300,00     | 300        |            |            |
| 2                          | Dirk Peßarra (Bochum)          | 8:2        | 1344       | 23         | 58,43      | 300,00     | 300        |            |            |
| 3                          | Carsten Lässig (Coesfeld)      | 6:4        | 1134       | 21         | 54,00      | 100,00     | 294        |            |            |
| 4                          | Thorsten Ide (Herne)           | 6:4        | 901        | 64         | 14,07      | 50,00      | 238        |            |            |
| 5                          | Arnd Riedel (Berlin)           | 4:2        | 600        | 20         | 30,00      | 50,00      | 187        |            |            |
| 6                          | Udo Mielke (Krefeld)           | 4:2        | 743        | 33         | 22,51      | 42,85      | 182        |            |            |
| 7                          | Jens Eggers (Marl)             | 2:4        | 382        | 17         | 22,47      | 37,50      | 142        |            |            |
| 8                          | Klaus-Peter Gay (Duisburg)     | 2:4        | 359        | 26         | 13,80      | 17,64      | 108        |            |            |
| 9                          | Bernhard Lotz (Frankfurt)      | 2:4        | 779        | 69         | 11,28      | 50,00      | 144        |            |            |
| 10                         | Michael Heid (Frankfurt)       | 0:6        | 466        | 24         | 19,41      | –          | 114        |            |            |
| 11                         | Torsten Rütten (Duisburg)      | 0:6        | 261        | 17         | 15,35      | –          | 138        |            |            |
| 12                         | Frank Dietrich (Sondershausen) | 0:6        | 312        | 33         | 9,45       | –          | 94         |            |            |
| Turnierdurchschnitt: 24,25 |                                |            |            |            |            |            |            |            |            |